# HB Hinden
HB Hinden är ett filmbolag grundat 1978 av Kalle Boman och Rolf Sohlman. 1979 anslöt sig Anna Sohlman till bolaget. När Hinden skaffade egna filmateljéer 1983 bildades Hinden/Länna-ateljéerna AB. Bolaget har producerat reklam och beställningsfilm men den huvudsakliga verksamheten är inriktad på konstnärlig produktion.
Förutom sin filmproduktion står Hinden bakom bland annat utställningar, bokprojekt och konserter. Under åren 1993–1995 hade bolaget en filmskola för barn mellan 3 och 12 år.

## Regissörer i urval
- Marie-Louise Ekman
- Karl Dunér
- Roy Andersson
- Lene Berg
- Charlotte Gyllenhammar
- Felix Gmelin
- Ernst-Hugo Järegård
- Johannes Järegård

## Filmer i urval
- "Moderna Människor" 1983
- "Stilleben" 1985
- "Fadern, Sonen och den helige Ande" 1987
- "Den hemlige vännen" 1999
- "Puder" 2001
- "Asta Nilssons sällskap" 2005.
- "Doft av lycka" 1993
- "En kvinnas huvud" 1995
- "Gitarrmongot" 2004